# Lorenzo Zecchino
Lorenzo Zecchino (Ariano Irpino, 29 novembre 1963) è un cantautore italiano.

## Biografia
Si è diplomato in chitarra classica al conservatorio di Benevento, dopodiché ha iniziato a scrivere canzoni, e nel 1989 ha vinto il Festival di Castrocaro.
Dopo aver ottenuto un contratto con la Cinevox, nel 1991 ha partecipato con Nato per errore ad Un disco per l'estate.
L'anno successivo è stato al Festival di Sanremo con Che ne sai della notte. Nello stesso anno ha pubblicato il suo primo album, Vorrei parlar d'amore ma mi viene da ridere, a cui hanno collaborato tra gli altri Vince Tempera, Ellade Bandini, Massimo Luca e Ares Tavolazzi.
L'anno successivo è tornato al Festival di Sanremo con Finché vivrò, canzone dà il titolo al suo secondo album.
Ha poi continuato l'attività soprattutto dal vivo e collaborato con altri artisti. Ha aperto anche uno studio di registrazione a Foggia.

## Discografia parziale

### Album
- 1992: Vorrei parlar d'amore ma mi viene da ridere (Cinevox SC 3366)
- 1993: Finché vivrò (Cinevox, CD SC 67)

### 45 giri
- 1993: Finché vivrò/Ti vorrei quanto ti vorrei (Cinevox)